# 国民議会 (レソト)
国民議会（こくみんぎかい、英語: National Assembly）は、レソトの立法府である王国議会の下院。

## 概要
任期5年。
定数120人、小選挙区比例代表併用制で選出される。
得票率に応じて各政党に110議席を配分し、残り10議席を得票率の小数点以下が高い政党へ1議席ずつ配分する。
各政党は獲得議席に基づき、80議席は小選挙区で当選した者を、残り40議席は比例名簿の上位掲載者から選出する。また超過議席は発生しない。
| 県                   | 定数 |
| -------------------- | ---- |
| ベレア県             | 11   |
| ブータ・ブーテ県     | 5    |
| レリベ県             | 13   |
| マフェテング県       | 8    |
| マセル県             | 18   |
| モハレス・フーク県   | 8    |
| モコトロング県       | 4    |
| クァクハスネック県   | 3    |
| クティング県         | 5    |
| ターバ・ツェーカ県   | 5    |
| 小選挙区定数         | 80   |
| 出典：独立選挙委員会 |      |